# Cooke Park
Cooke Park – stadion piłkarski w Tipperary, w Irlandii. Został otwarty w 1985 roku. Może pomieścić 1000 widzów. Swoje spotkania rozgrywają na nim piłkarze klubu St. Michael's AFC.
Pierwotnie boisko klubu St. Michael's AFC znajdowało się na tyłach kościoła św. Mikołaja. W 1985 roku klub przeniósł się na boisko utworzone kawałek na północ od poprzedniego. W miejscu starego obiektu znajdują się obecnie boiska kompleksu sportowo-rekreacyjnego Canon Hayes Recreation Centre.
Na Cooke Park organizowano wiele finałów krajowych rozgrywek juniorskich. Obiekt był też jedną z aren Mistrzostw Europy U-16 w 1994 roku (rozegrano na nim jeden mecz fazy grupowej, 28 kwietnia: Niemcy – Szwajcaria 5:1).